# Heart & Soul (Eric Church)
Heart & Soul è il settimo album in studio del cantautore di musica country statunitense Eric Church, pubblicato nel 2021.

## Il disco
L'album consiste di tre dischi usciti separatamente: Heart è stato pubblicato il 16 aprile 2021; & è uscito solo in vinile per il suo fan club il 20 aprile seguente; mentre Soul è stato diffuso il 23 aprile 2021.
Il disco è stato preceduto dai singoli Stick That in Your Country Song, uscito il 25 giugno 2020, e Hell of a View, diffuso il 9 novembre 2020. Stick That in Your Country Song ha ricevuto, nell'ambito dei Grammy Awards 2021, la candidatura nella categoria "Best Country Solo Performance".

## Tracce

### Disco 1:Heart
1. Heart on Fire – 4:18
2. Heart of the Night – 3:18
3. Russian Roulette – 3:57
4. People Break – 3:21
5. Stick That in Your Country Song – 3:48
6. Never Break Heart – 3:48
7. Crazyland – 2:39
8. Bunch of Nothing – 3:29
9. Love Shine Down – 2:46

### Disco 2:&
1. Through My Ray-Bans – 4:33
2. Doing Life with Me – 3:15
3. Do Side – 3:34
4. Kiss Her Goodbye – 3:52
5. Mad Man – 3:58
6. Lone Wolf – 3:40

### Disco 3:Soul
1. Rock & Roll Found Me – 4:08
2. Look Good and You Know It – 3:12
3. Bright Side Girl – 3:02
4. Break It Kind of Guy – 3:45
5. Hell of a View – 2:55
6. Where I Wanna Be – 4:05
7. Jenny – 3:19
8. Bad Mother Trucker – 3:24
9. Lynyrd Skynyrd Jones – 3:42